# University of Alberta

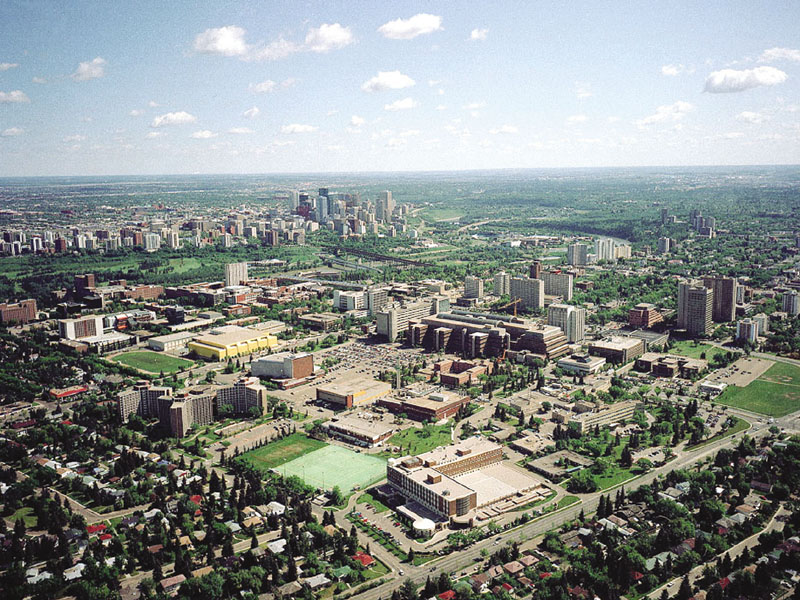
Campus der University of Alberta

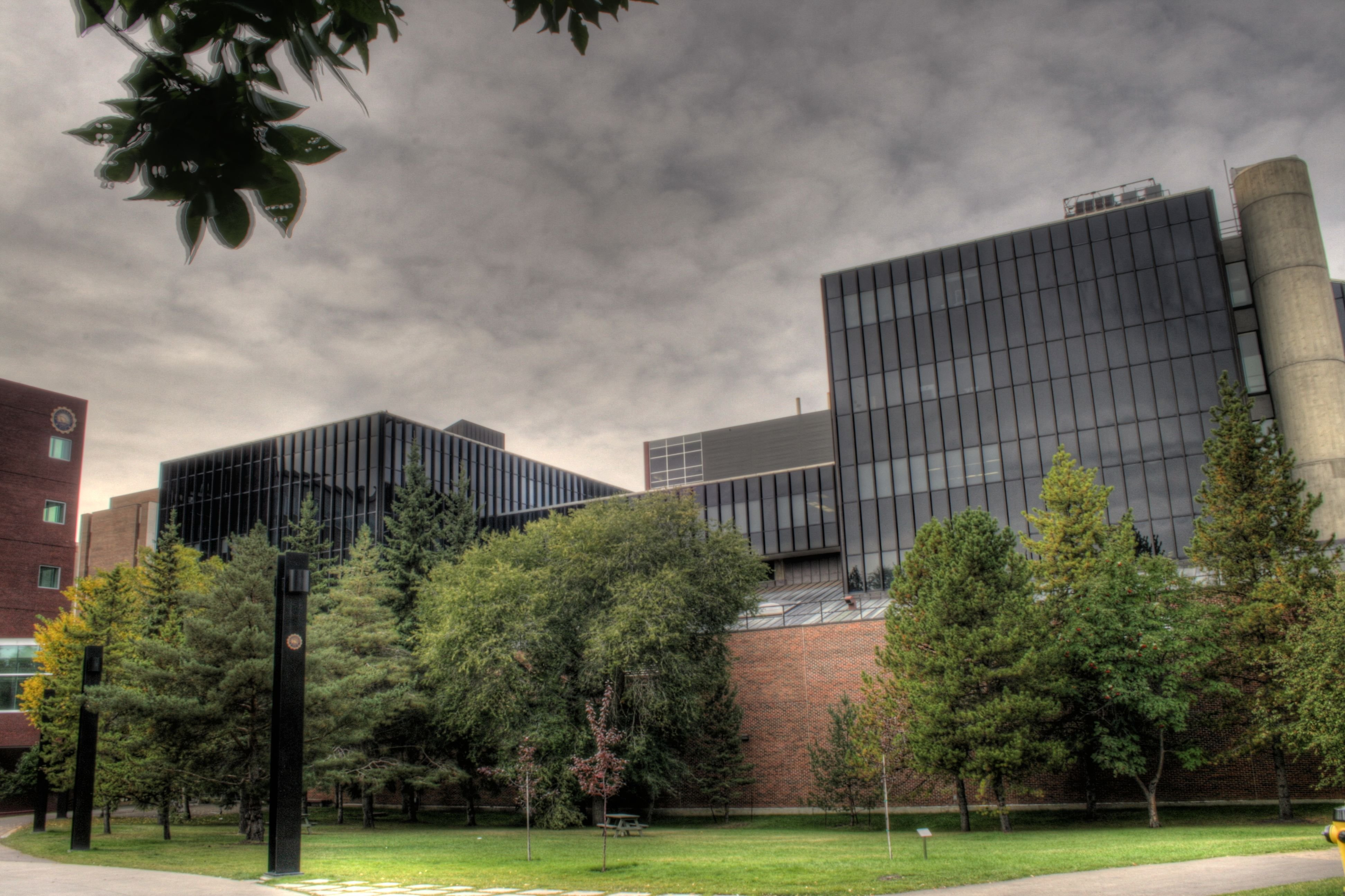
Gebäude für Ingenieurwesen.

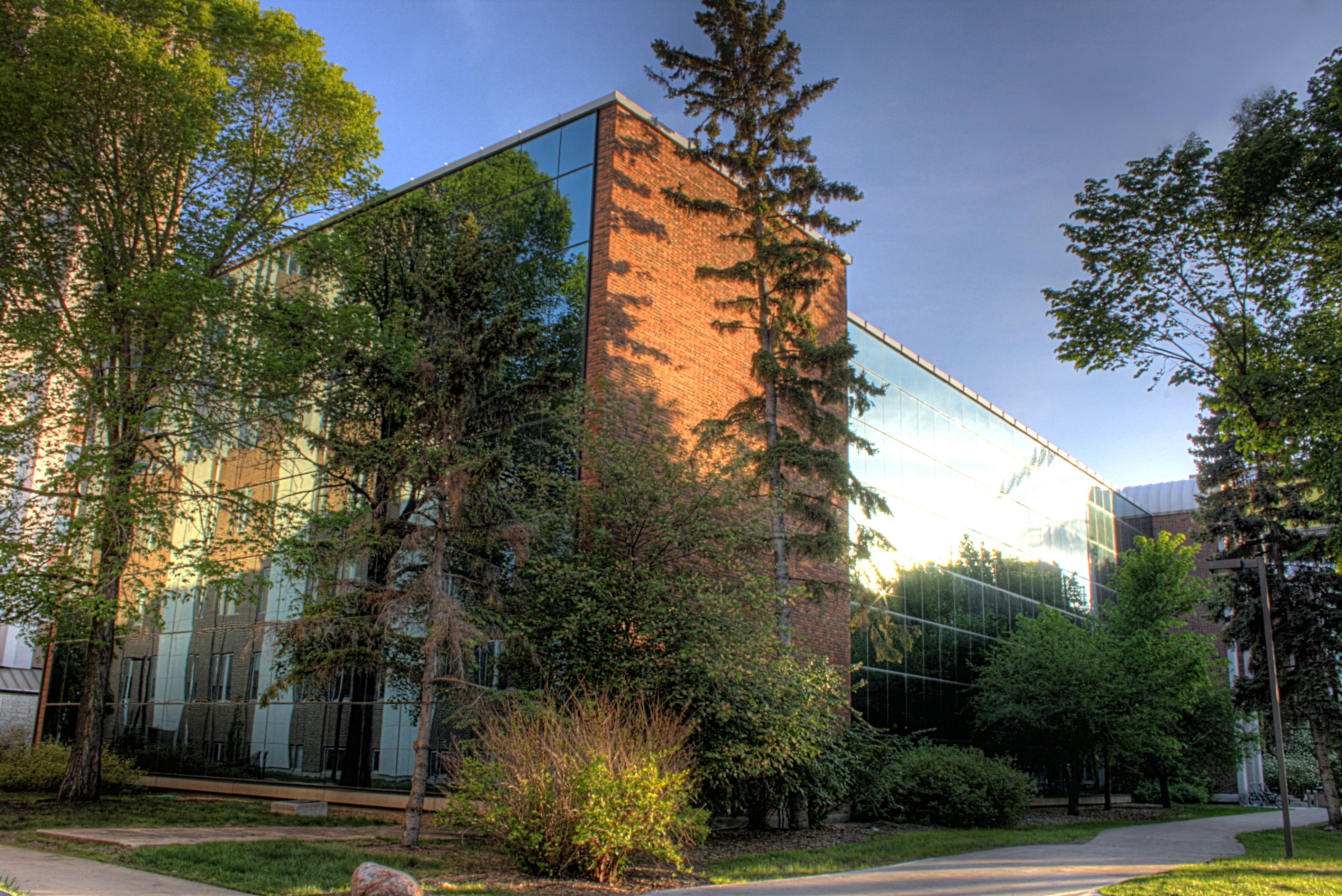
Das Gebäude für den Fachbereich Naturwissenschaften.

Die University of Alberta (U of A) ist eine Universität in Alberta (Kanada).
Die 1908 durch die von Alexander Cameron Rutherford angeführte Provinzregierung gegründete Hochschule befindet sich in Edmonton, der Hauptstadt von Alberta, und ist eine der führenden Universitäten Kanadas. Sie ist weiterhin Mitglied der Universität der Arktis. Der Campus der Universität liegt im Zentrum von Edmonton, am Südufer des North Saskatchewan River. Seit 2004 gehört zu ihr auch das Augustana College in Camrose, 90 km südöstlich von Edmonton.
Im Jahr 2006 wurden 370 Studiengänge angeboten. 2021 betrug die Anzahl der eingeschriebenen Studenten 40.061. Es gab früher 18 Fakultäten. Die Ausgaben für Forschung betrugen im akademischen Jahr 2019/2020 über 500 Millionen kanadische Dollar.

## Fakultäten
- Land- und Forstwirtschaft, Ökotrophologie
- Geisteswissenschaften
- „Augustana“ mit Kunst-, Sozial- und Naturwissenschaften
- Wirtschaftswissenschaften
- Erziehungswissenschaften
- Ingenieurwissenschaften
- Rechtswissenschaften
- Medizin und Zahnmedizin
- Indianische Wissenschaften
- Pflegewissenschaften
- Pharmazie und Pharmazeutik
- Sport- und Erholungswissenschaften
- Öffentliches Gesundheitswesen
- Medizinische Rehabilitation
- Naturwissenschaften
- Faculty of Extension
- Campus Saint-Jean (Fakultät, die Programme auf Französisch anbietet)
- Graduierenden Wissenschaft & Forschung

## Campusanlagen
Die Universität verfügt über mehrere Campusanlagen, die sich auf mehrere Standorte verteilen.

### North Campus
Der North Campus (Main Campus) ist der größte Campus, der als Hauptstandort der Universität gilt. Auf diesem befinden sich die Universitätsleitung, Hörsäle, Forschungszentren und diverse Einrichtungen wie Büchereien, Sportstätten, Fitnessstudios, Restaurants und Studentenwohnheime.
Der Campus befindet sich an den southern banks des North Saskatchewan Rivers und verfügt über 145 Gebäude auf einer Fläche von rund 92 Hektar.

### Campus Saint-Jean
Der Campus Saint-Jean ist ein Campus, der sich 5 km östlich vom North Campus in Bonnie Doon befindet und auf dem außerhalb von Quebec französisch gesprochen wird. Aufgrund der steigenden Studentenzahlen wird der Campus stark vergrößert. Es werden neue Labore und Hörsäle gebaut. Die Studenten an dem Campus studieren in der Regel einen Bachelorstudiengang. Darunter finden sich Studenten der künstlerischen und gesellschaftlichen Studiengänge, Ingenieure die das erste Jahr an dem Standort studieren und anschließend auf dem Main Campus ihr Studium fortsetzen. Daneben gibt es zweisprachige Studiengänge in Nursing und Wirtschaftswissenschaften.

### Augustana Campus
Der Augustana Campus befindet sich in einer Kleinstadt Camrose, die sich etwa 100 km südwestlich von Edmonton befindet. 2004 schloss sich das Augustana University College mit der University of Alberta zusammen, aus dem dann der Augustana Campus entstanden ist. Auf dem Campus befinden sich vorwiegend künstlerische Studiengänge wie Arts, Naturwissenschaften oder Musikstudiengänge.

### Enterprise Square
Der Campus Enterprise Square wurde am 15. Januar 2008 eröffnet. Dieser befindet sich am North Saskatchewan River in Downtown Edmonton.
Die Universitätseinrichtungen befinden sich in historischen Gebäuden eines alten Firmengebäudes der Hudson’s Bay Company. Die Gebäude wurden grundlegend renoviert. Auf dem Campus befinden sich die Faculty of Extension, Alberta Business Family Institute, Alberta School of Business und eine Design Galerie.

### South Campus
Der Campus befindet sich zwei Kilometer südlich des Main Campus und ist direkt mit dem öffentlichen Personennahverkehr angeschlossen (Light Rail Transit).

## Forschung

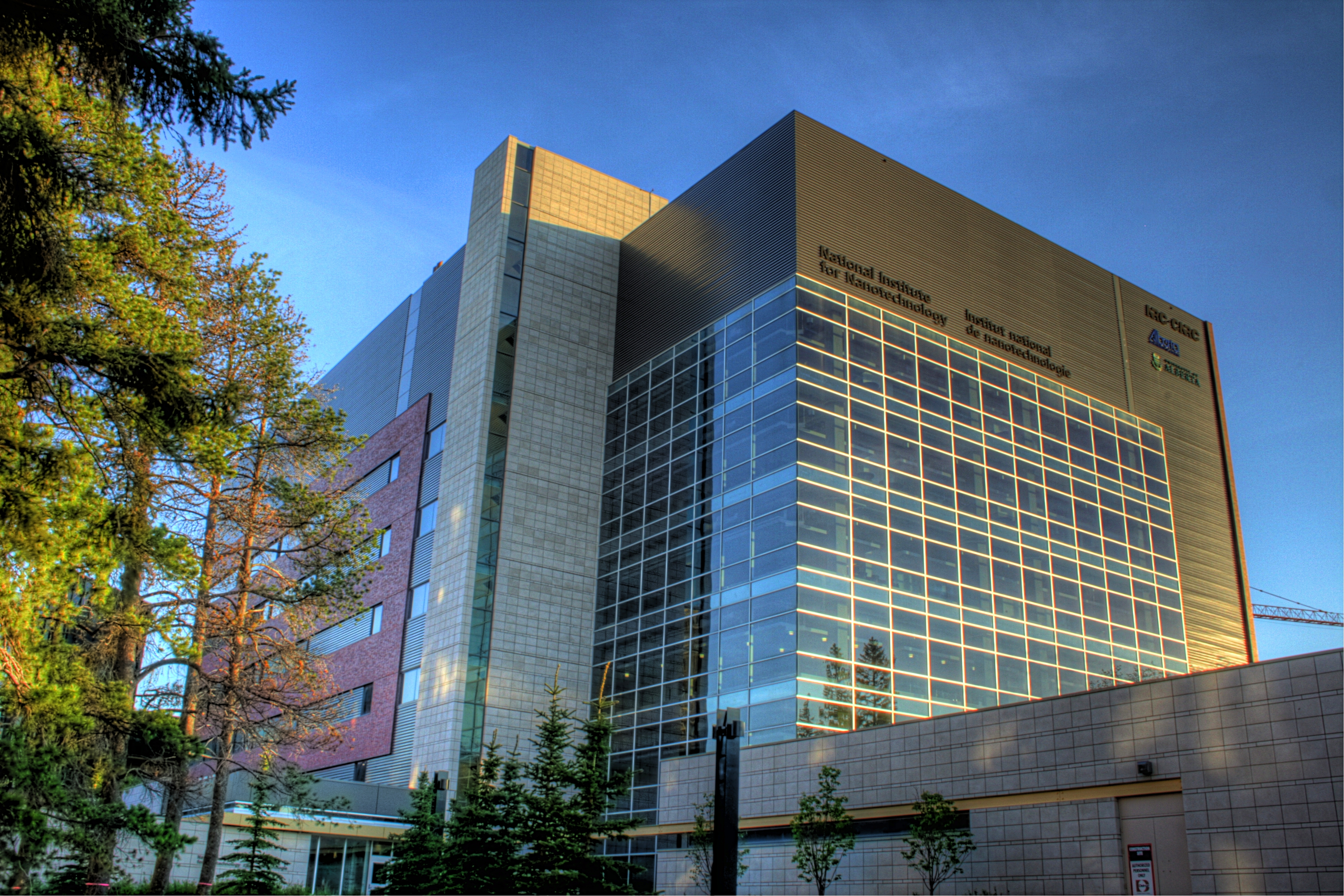
The National Institute for Nanotechnology

Auf den Campusanlagen haben sich über 400 Forschungslaboratorien angesiedelt, welches die Universität zu einer der führenden Forschungsuniversitäten im Land macht. Die Universität ist Mitglied der U15 Group, einem Zusammenschluss der 15 forschungsstärksten Universitäten im Land, die an nationalen sowie internationalen Forschungsprojekten beteiligt sind. In den Jahren von 1988 bis 2006 erhielt die Universität Drittmittel in Höhe von 3,4 Milliarden $. Die Forschungszentren sind:
- Sustainable Forest Management
- Network of Centres of Excellence
- Prairie Centres of Excellence
- Canadian Obesity Network
- Canadian Centre for Ethnomusicology and folkwaysAlive! (in Partnerschaft mit Smithsonian Folkways Recordings)

Forschungsschwerpunkte sind:
- Medical Research
- Population Research
- Biomedical Research
- Nanotechnology Research (beheimatet das 2006 eröffnete und  bekannte National Institute for Nanotechnology (NINT))

Weitere Forschungszentren und Institute sind (Auszug):
- Centre for Enhanced Forest Management (EFM)
- Dairy Research and Technology Centre (DRTC)
- Environmental Research and Studies Centre
- Alberta Centre for Surface Engineering and Science
- Centre for Oil Sands Innovation
- Construction Research Institute for Canada (CIRC)
- Alberta Centre on Aging
- Alberta Institute for Human Nutrition
- The John Dossetor Health Ethics Centre
- Centre for Community Pharmacy Research and Interdisciplinary Studies (c/COMPRIS)
- Drug Development and Innovation Centre (DDIC)
- Canadian VIGOUR Centre
- Cardiovascular Research Centre (CVRC)
- Centre for Health Evidence
- Centre for Neuroscience

## Bekannte Absolventen
- Henry Grattan Nolan (1893–1957), Jurist und Ankläger bei den Tokioter Prozessen
- John George Diefenbaker (1895–1979), dreizehnter Premierminister von Kanada
- Esther Hill (1895–1985), Architektin
- Roland Michener (1900–1991), Diplomat und Politiker sowie Generalgouverneur Kanadas
- Clarence Campbell (1905–1984), NHL-Präsident
- Pierre Elliott Trudeau (1919–2000), ehemaliger Premierminister von Kanada
- Raymond Lemieux (1920–2000), organischer Chemiker
- Peter Lougheed (1928–2012), Premierminister von Alberta
- Richard E. Taylor (1929–2018), Physiker und Nobelpreisträger (1990)
- Manmohan Singh (1932–2024), Premierminister von Indien
- Rudy Wiebe (* 1934), kanadischer Schriftsteller
- Joe Clark (* 1939), ehemaliger Premierminister von Kanada
- Bas van Fraassen (* 1941), Professor der Philosophie an der Princeton University
- Lylian Klimek (* 1942), kanadische Künstlerin, Bildhauerin und Kunstlehrerin
- Beverley McLachlin (* 1943), kanadische Richterin und Professorin der Rechtswissenschaft, gehört seit 1989 dem Obersten Gerichtshof von Kanada an
- David Emerson (* 1945), ehemaliger kanadischer Minister
- Elizabeth Nicholls (1946–2004), Paläontologin
- Leona Gom (* 1946), kanadische Schriftstellerin und Hochschullehrerin
- Aritha van Herk (* 1954), Schriftstellerin
- Pat Binns (* 1948), ehemaliger Premierminister von Prince Edward Island
- Jim Prentice (1956–2016), Industrieminister von Kanada
- Paul Gross (* 1959), kanadischer Schauspieler
- Wayne Gretzky (* 1961), ehemaliger NHL-Spieler
- David Motiuk (* 1962), Bischof von Edmonton
- Rachel Notley (* 1964), ehemalige Premierministerin von Alberta
- Nathan Fillion (* 1971), kanadischer Schauspieler
- Brian Hunter (* 1975), Mathematiker und Hedgefonds-Manager
- Derek Ryan (* 1986), Eishockeyspieler

## Bekannte Dozenten
- Harold Barclay (1924–2017), Professor der Anthropologie
- Derek Walcott (1930–2017), Schriftsteller. Er erhielt 1992 den Nobelpreis für Literatur und lehrte von 2009 bis 2012 an der Universität.[8]
- Edward Dickinson Blodgett (1935–2018), Lyriker und Literaturwissenschaftler
- Tony Marsland (* ca. 1939), schottischstämmiger Computerschachpionier
- Royston Greenwood (* 1944), britischstämmiger Organisationsforscher
- Leona Gom (* 1946), kanadische Schriftstellerin und Hochschullehrerin
- Danny Miller (* 1947), Chair in Family Enterprise and Strategy
- Jonathan Schaeffer (* 1957), Informatiker
- Jacqueline Samuda (* 1962), Schauspielerin und Autorin